# Ctenophorema balneare
Ctenophorema balneare är en insektsart som beskrevs av Piza Jr. 1967. Ctenophorema balneare ingår i släktet Ctenophorema och familjen vårtbitare. Inga underarter finns listade i Catalogue of Life.